# Anaxyelidae
Anaxyelidae es una familia de avispas  sínfitas del orden Hymenoptera. Hay alrededor de 13 géneros, todos extintos, excepto Syntexis, que tiene una sola especie.

## Géneros
- Syntexis Rohwer, 1915
- † Anasyntexis Rasnitsyn, 1968
- † Anaxyela Martynov, 1925
- † Brachysyntexis Rasnitsyn, 1969
- † Cretosyntexis Rasnitsyn & Martinez-Delclos, 2000
- † Dolichostigma Rasnitsyn, 1968
- † Eosyntexis Rasnitsyn, 1990
- † Kempendaja Rasnitsyn, 1968
- † Kulbastavia Rasnitsyn, 1968
- † Prosyntexis Sharkey, 1990
- † Sphenosyntexis Rasnitzyn, 1969
- † Syntexyela Rasnitsyn, 1968
- † Urosyntexis Rasnitzyn, 1969